# Étoile de Bessèges 2018
L'Étoile de Bessèges 2018, quarantottesima edizione della corsa e valevole come prova dell'UCI Europe Tour 2018 categoria 2.1, si svolse in cinque tappe dal 31 gennaio al 4 febbraio 2018 su un percorso di 630 km, con partenza da Bellegarde e arrivo a Alès, in Francia. La vittoria fu appannaggio del francese Tony Gallopin, il quale completò il percorso in 15h03'19", alla media di 41,846 km/h, precedendo i connazionali Christophe Laporte e Yoann Paillot.
Sul traguardo di Alès 112 ciclisti, su 124 partiti da Bellegarde, portarono a termine la competizione.

## Tappe
| Tappa  | Data        | Percorso                        | km    | Vincitore di tappa | Leader cl. generale |
| ------ | ----------- | ------------------------------- | ----- | ------------------ | ------------------- |
| 1ª     | 31 gennaio  | Bellegarde > Beaucaire          | 162,5 | Marc Sarreau       | Marc Sarreau        |
| 2ª     | 1º febbraio | Nîmes > Générac                 | 151,3 | Christophe Laporte | Christophe Laporte  |
| 3ª     | 2 febbraio  | Bessèges > Bessèges             | 152,6 | Marc Sarreau       | Marc Sarreau        |
| 4ª     | 3 febbraio  | Chusclan > Laudun-l'Ardoise     | 152,9 | Sean De Bie        | Marc Sarreau        |
| 5ª     | 4 febbraio  | Alès > Alès (cron. individuale) | 10,7  | Tony Gallopin      | Tony Gallopin       |
| Totale | Totale      | Totale                          | 630   |                    |                     |

## Squadre e corridori partecipanti
| N.    | Cod. | Squadra                      |
| ----- | ---- | ---------------------------- |
| 1-7   | DEN  | Direct Énergie               |
| 11-17 | FDJ  | FDJ                          |
| 21-27 | ALM  | AG2R La Mondiale             |
| 31-37 | FST  | Team Fortuneo-Samsic         |
| 41-47 | COF  | Cofidis                      |
| 51-57 | DMP  | Delko Marseille Provence KTM |
| 61-67 | VCC  | Vital Concept Cycling Club   |
| 71-77 | WGG  | Wanty-Groupe Gobert          |
| 81-87 | SVB  | Sport Vlaanderen-Baloise     |

| N.      | Cod. | Squadra                       |
| ------- | ---- | ----------------------------- |
| 91-97   | CJR  | Caja Rural-Seguros RGA        |
| 101-107 | WVA  | WB Aqua Protect Veranclassic  |
| 111-117 | BRD  | Bardiani CSF                  |
| 121-126 | VWC  | Veranda's Willems-Crelan      |
| 131-137 | RLM  | Roubaix Lille Métropole       |
| 141-147 | AUB  | St Michel-Auber 93            |
| 151-157 | CIB  | Cibel-Cebon                   |
| 161-167 | EUS  | Euskadi Basque Country-Murias |
| 171-177 | AMO  | Amore & Vita-Prodir           |

## Dettagli delle tappe

### 1ª tappa
- 31 gennaio: Bellegarde > Beaucaire – 162,5 km

Risultati
| Pos. | Corridore     | Squadra       | Tempo    |
| ---- | ------------- | ------------- | -------- |
| 1    | Marc Sarreau  | FDJ           | 3h46'10" |
| 2    | Thomas Baudat | Direct        | s.t.     |
| 3    | Bryan Coquard | Vital Concept | s.t.     |

| Pos. | Corridore     | Squadra       | Tempo    |
| ---- | ------------- | ------------- | -------- |
| 1    | Marc Sarreau  | FDJ           | 3h46'00" |
| 2    | Thomas Boudat | Direct        | a 4"     |
| 3    | Bryan Coquard | Vital Concept | a 6"     |

### 2ª tappa
- 1º febbraio: Nîmes > Générac – 151,3 km

Risultati
| Pos. | Corridore          | Squadra       | Tempo    |
| ---- | ------------------ | ------------- | -------- |
| 1    | Christophe Laporte | Cofidis       | 3h22'05" |
| 2    | Bryan Coquard      | Vital Concept | s.t.     |
| 3    | Timothy Dupont     | Wanty         | s.t.     |

| Pos. | Corridore          | Squadra       | Tempo    |
| ---- | ------------------ | ------------- | -------- |
| 1    | Christophe Laporte | Cofidis       | 7h08'05" |
| 2    | Bryan Coquard      | Vital Concept | s.t.     |
| 3    | Marc Sarreau       | FDJ           | s.t.     |

### 3ª tappa
- 2 febbraio: Bessèges > Bessèges – 152,6 km

Risultati
| Pos. | Corridore       | Squadra | Tempo    |
| ---- | --------------- | ------- | -------- |
| 1    | Marc Sarreau    | FDJ     | 3h56'59" |
| 2    | Thomas Boudat   | Direct  | s.t.     |
| 3    | Samuel Dumoulin | AG2R    | s.t.     |

| Pos. | Corridore          | Squadra | Tempo     |
| ---- | ------------------ | ------- | --------- |
| 1    | Marc Sarreau       | FDJ     | 11h04'24" |
| 2    | Thomas Boudat      | Direct  | a 8"      |
| 3    | Christophe Laporte | Cofidis | a 10"     |

### 4ª tappa
- 3 febbraio: Chusclan > Laudun-l'Ardoise – 152,9 km

Risultati
| Pos. | Corridore      | Squadra   | Tempo    |
| ---- | -------------- | --------- | -------- |
| 1    | Sean De Bie    | Veranda's | 3h43'14" |
| 2    | Timothy Dupont | Wanty     | s.t.     |
| 3    | Rudy Barbier   | AG2R      | s.t.     |

| Pos. | Corridore     | Squadra       | Tempo     |
| ---- | ------------- | ------------- | --------- |
| 1    | Marc Sarreau  | FDJ           | 14h47'38" |
| 2    | Thomas Boudat | Direct        | a 8"      |
| 3    | Bryan Coquard | Vital Concept | a 10"     |

### 5ª tappa
- 4 febbraio: Alès > Alès (cron. individuale) – 10,7 km

Risultati
| Pos. | Corridore        | Squadra  | Tempo  |
| ---- | ---------------- | -------- | ------ |
| 1    | Tony Gallopin    | AG2R     | 15'21" |
| 2    | Yoann Paillot    | Auber 93 | a 20"  |
| 3    | Sylvain Chavanel | Direct   | a 22"  |

| Pos. | Corridore          | Squadra  | Tempo     |
| ---- | ------------------ | -------- | --------- |
| 1    | Tony Gallopin      | AG2R     | 15h03'19" |
| 2    | Christophe Laporte | Cofidis  | a 15"     |
| 3    | Yoann Paillot      | Auber 93 | a 20"     |

## Evoluzione delle classifiche
| Tappa              | Vincitore          | Classifica generale Maglia ocra | Classifica a punti Maglia gialla | Classifica scalatori Maglia azzurra | Classifica giovani Maglia bianca | Classifica a squadre       |
| ------------------ | ------------------ | ------------------------------- | -------------------------------- | ----------------------------------- | -------------------------------- | -------------------------- |
| 1ª                 | Marc Sarreau       | Marc Sarreau                    | Marc Sarreau                     | Milan Menten                        | Milan Menten                     | Sport Vlaanderen-Baloise   |
| 2ª                 | Christophe Laporte | Marc Sarreau                    | Christophe Laporte               | Milan Menten                        | Milan Menten                     | Vital Concept Cycling Club |
| 3ª                 | Marc Sarreau       | Marc Sarreau                    | Marc Sarreau                     | Rémy Di Grégorio                    | Benoît Cosnefroy                 | Sport Vlaanderen-Baloise   |
| 4ª                 | Sean De Bie        | Marc Sarreau                    | Marc Sarreau                     | Rémy Di Grégorio                    | Milan Menten                     | Sport Vlaanderen-Baloise   |
| 5ª                 | Tony Gallopin      | Tony Gallopin                   | Marc Sarreau                     | Rémy Di Grégorio                    | Benjamin Thomas                  | Direct Énergie             |
| Classifiche finali | Classifiche finali | Toyn Gallopin                   | Marc Sarreau                     | Rémy Di Grégorio                    | Benjamin Thomas                  | Direct Énergie             |

## Classifiche finali

### Classifica generale - Maglia ocra
| Pos. | Corridore          | Squadra       | Tempo     |
| ---- | ------------------ | ------------- | --------- |
| 1    | Tony Gallopin      | AG2R          | 15h03'19" |
| 2    | Christophe Laporte | Cofidis       | a 15"     |
| 3    | Yoann Paillot      | Auber 93      | a 20"     |
| 4    | Sylvain Chavanel   | Direct        | a 22"     |
| 5    | Jonathan Hivert    | Direct        | a 26"     |
| 6    | Lilian Calmejane   | Direct        | a 29"     |
| 7    | Alexis Gougeard    | AG2R          | a 34"     |
| 8    | Sean De Bie        | Veranda's     | a 35"     |
| 9    | Marc Sarreau       | FDJ           | s.t.      |
| 10   | Johan Le Bon       | Vital Concept | a 44"     |

### Classifica a punti - Maglia gialla
| Pos. | Corridore         | Squadra       | Punti |
| ---- | ----------------- | ------------- | ----- |
| 1    | Marc Sarreau      | FDJ           | 68    |
| 2    | Sean De Bie       | Veranda's     | 51    |
| 3    | Christphe Laporte | Cofidis       | 48    |
| 4    | Bryan Coquard     | Vital Concept | 48    |
| 5    | Timothy Dupont    | Wanty         | 48    |

### Classifica scalatori - Maglia blu
| Pos. | Corridore        | Squadra    | Punti |
| ---- | ---------------- | ---------- | ----- |
| 1    | Rémy Di Grégorio | Delko Mar. | 36    |
| 2    | Gianni Marchand  | Cibel      | 26    |
| 3    | Benoît Cosnefroy | AG2R       | 24    |
| 4    | Jonathan Hivert  | Direct     | 14    |
| 5    | Milan Menten     | Sport Vl.  | 12    |

### Classifica giovani - Maglia bianca
| Pos. | Corridore        | Squadra | Punti     |
| ---- | ---------------- | ------- | --------- |
| 1    | Benjamin Thomas  | FDJ     | 15h04'05" |
| 2    | Valentin Madouas | FDJ     | a 6"      |
| 3    | Léo Vincent      | FDJ     | a 19"     |
| 4    | Cyril Barthe     | Euskadi | a 37"     |
| 5    | Benoît Cosnefroy | AG2R    | a 38"     |

### Classifica a squadre
| Pos. | Squadra                    | Tempo     |
| ---- | -------------------------- | --------- |
| 1    | Direct Énergie             | 45h11'17" |
| 2    | AG2R La Mondiale           | a 10"     |
| 3    | Cofidis                    | a 38"     |
| 4    | FDJ                        | a 51"     |
| 5    | Vital Concept Cycling Club | a 2'14"   |